# Поштар увек звони двапут (филм из 1981)
Поштар увек звони двапут (енгл. The Postman Always Rings Twice) је амерички криминалистички трилер из 1981. године са Џеком Николсоном и Џесиком Ланг у главним улогама. Снимљен је по истоименом роману Џејмса М. Кејна, и као римејк филма из 1946, са Ланом Тернер у улози Коре Пападакис. 
Филм је познат по култној сцени секса на кухињском столу, у брашну. Она је толико стварна да је публику било тешко убедити да до секса између Лангове и Николсона заиста није дошло. Сами глумци потврдили су да је у питању само глума, међутим, места за контроверзе оставља чињеница да су на снимању те сцене били присутни само редитељ и сниматељ — свим осталим члановима екипе био је забрањен приступ. Ово је први велики еротски трилер осамдесетих и деведесетих. Уследили су Фатална привлачност (Глен Клоус и Мајкл Даглас), Девет и по недеља (Мики Рорк и Ким Бејсингер), Боја ноћи (Брус Вилис и Џејн Марч), Ниске страсти (Шерон Стоун и Мајкл Даглас) и други.

## Радња
У малу таверну Ника Пападакиса долази странац који наручује доручак али нема пара да га плати. Грк му ипак даје храну, али заузврат тражи да овај почне да ради за њега. Френк пристаје на понуду и почиње да ради као физички радник. Убрзо се између њега и власникове жене Коре рађа сексуална привлачност, коју потом и остварују, те почињу да кују план како да убију њеног мужа.

## Улоге
| Глумац           | Улога          |
| ---------------- | -------------- |
| Џек Николсон     | Френк Чејмберс |
| Џесика Ланг      | Кора Пападакис |
| Џон Коликос      | Ник Пападакис  |
| Мајкл Лернер     | Кец            |
| Анџелика Хјустон | Меџ            |
| Џон. П. Рајан    | Езра Кенеди    |